# نيك ويب
نيك ويب (بالإنجليزية: Nick Webb)‏ (6 مايو 1986 ببيلينغام في الولايات المتحدة - ) هو لاعب كرة قدم أمريكي في مركز الهجوم. لعب مع Vancouver Whitecaps FC Residency ‏ وفانكوفر وايتكابس (نادي كرة قدم) وGigantes de Carolina FC ‏.

## وصلات خارجية
- نيك ويب على موقع قاعدة بيانات كرة القدم.إي يو (الإنجليزية)